# Vitis heyneana
Vitis heyneana — вид рослин з роду Виноград (Vitis).

## Поширення та середовище існування
Vitis heyneana є ендемічним видом для Індії, Непалу, Бангладешу та Китаю. У Китаї вид поширений у таких регіонах: Аньхой, Чунцин, Фуцзянь, Ганьсу, Гуандун, Гуансі, Гуйчжоу, Хебей, Хенань, Хубей, Хунань, Цзянсу, Цзянсі, Шеньсі, Шаньдун, Шаньсі, Сичуань, Сіньцзян, Юньнань, Чжецзян. Зростає у лісах, чагарниках, долинах й на схилах пагорбів, на висоті від 100 до 3200 метрів над рівнем моря.

## Опис
Рослина полігамно-дводомна. Гілки сірі, з поздовжніми гребенями. Листя просте. Вусики роздвоєні. Прилистки коричневі, плівчасті, яйцеподібно-ланцетні. Черешок від 2,5 до 6 см завдовжки. Листкова пластинка 3-лопатева, від 4 до 12 см завдовжки та від 3 до 8 см завширшки. Квітконіжка гола, від 1 до 3 мм. Бруньки еліптичні, розміром від 1,5 до 2 мм. Ягода куляста, від 1 до 1,3 см у діаметрі. Цвіте з квітня по липень. Плодоносить з червня по жовтень.